# Megachile baetica
Megachile baetica är en biart som först beskrevs av Carl Eduard Adolph Gerstäcker 1869.  Megachile baetica ingår i släktet tapetserarbin, och familjen buksamlarbin. Inga underarter finns listade i Catalogue of Life.